# Luigi Querena
Luigi Querena (Venezia, 30 maggio 1824 – Venezia, 3 aprile 1887) è stato un pittore italiano.

## Biografia
Querena nacque a Venezia nel 1824, e seguendo l'influenza del padre Lattanzio, pittore di storia e di soggetti religiosi, frequentò appena dodicenne i corsi dell'Accademia di Belle Arti di Venezia, distinguendosi come vedutista.
Nel 1848 partecipa ai moti antiaustriaci e dal 1850 dedica all'epopea della difesa di Venezia una serie di opere, alle quali affianca anche negli anni seguenti vedute della laguna e dei monumenti veneziani, non mancando di animare le sue prospettive con scene di vita tratte dalla letteratura o dalla contemporaneità. 
Celebre nel 1853 il gabinetto ottico.
Regolarmente presente alle esposizioni dell'Accademia di Venezia, di cui è socio onorario dal 1857, partecipa anche alle manifestazioni dell'Accademia di Brera a Milano, della Promotrice di Genova e alle esposizioni nazionali di Napoli (1877), Torino (1880) e Milano (1881).

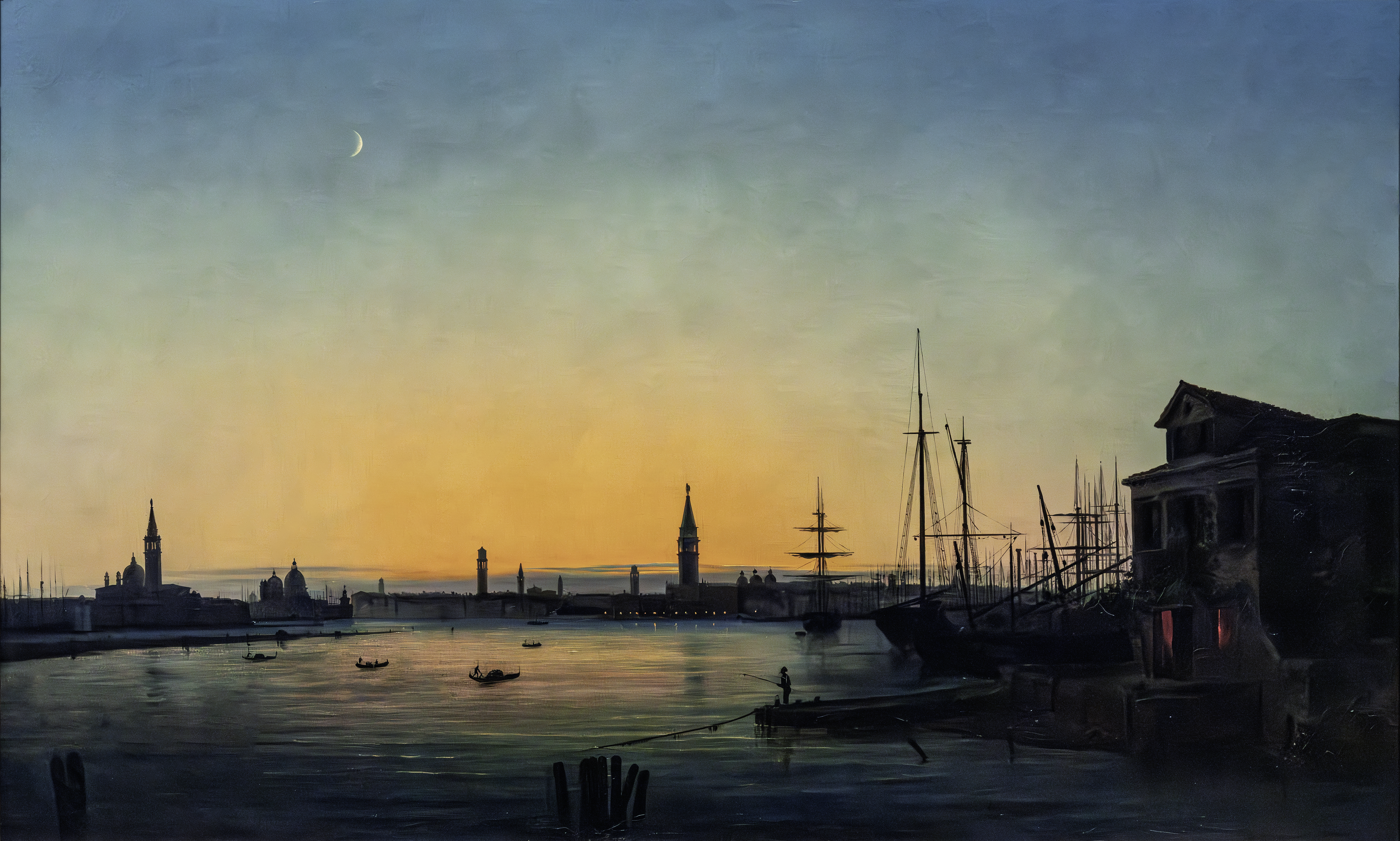
Vista notturna di Venezia dai giardini, 1854, Museo civico Luigi Bailo, Treviso
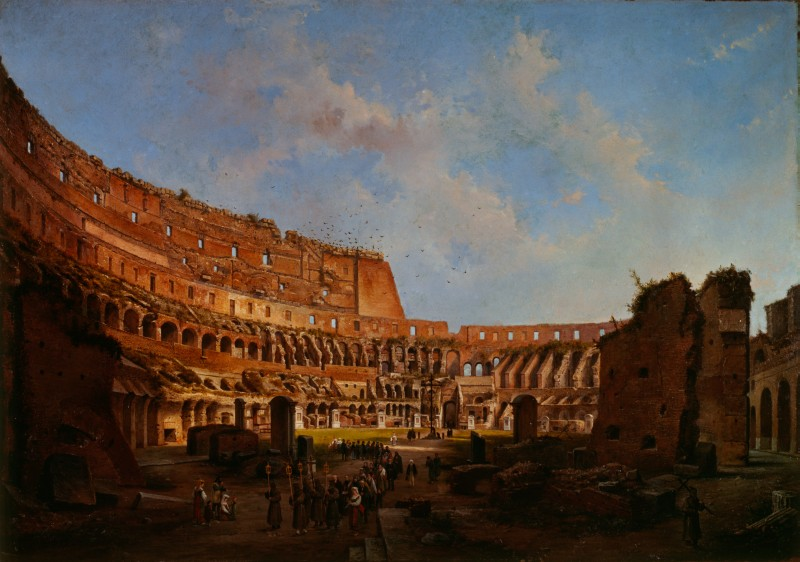
Procession all'interno del Colosseo, 1870 (Fondazione Cariplo)